# Угрюм-Бурчеев

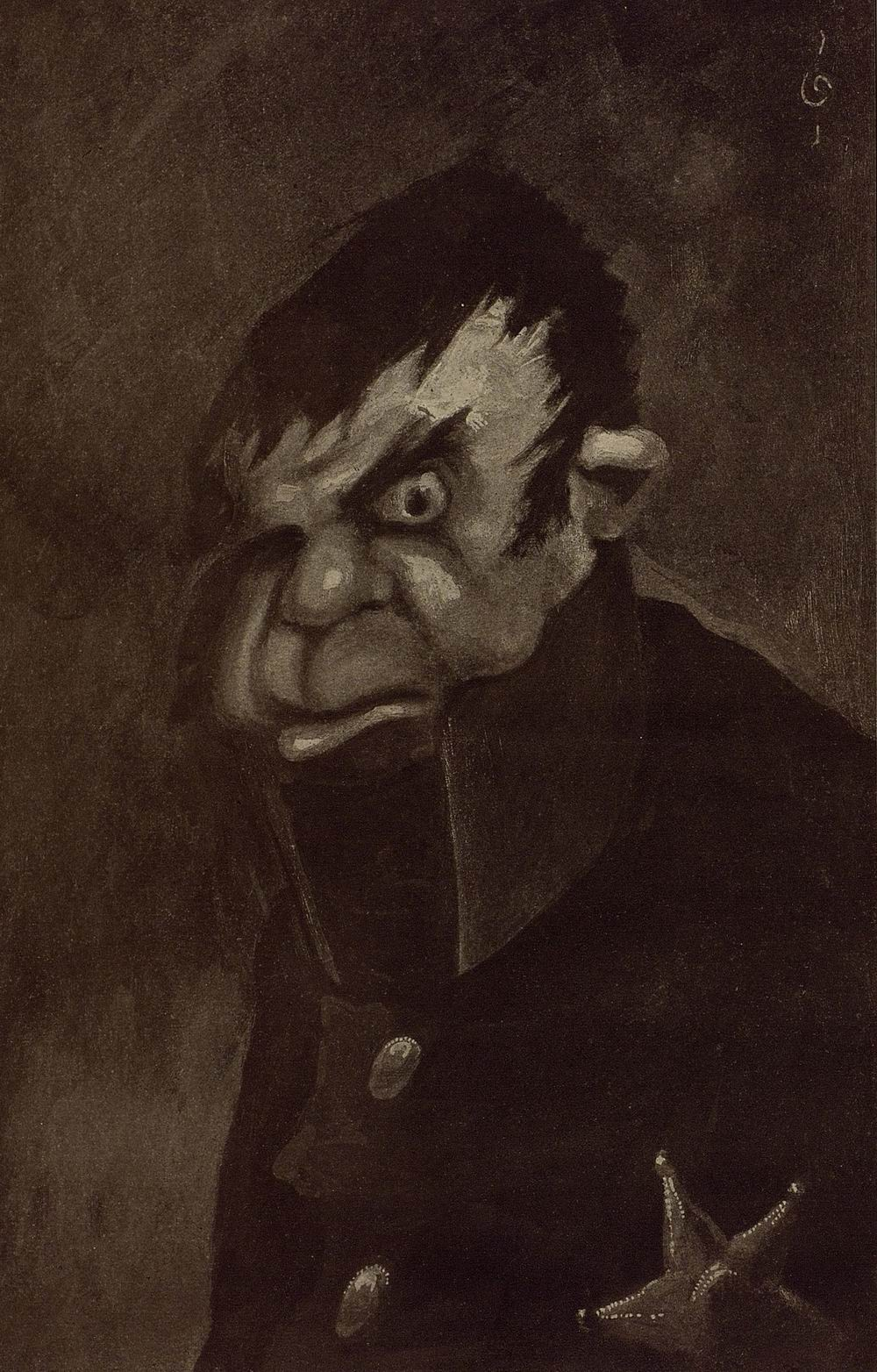
Угрюм-Бурчеев
(рис. Н.Ремизова, 1907)

Угрю́м-Бурче́ев — персонаж романа М. Е. Салтыкова-Щедрина «История одного города» (1870), один из градоначальников города Глупова. По мнению ряда литературоведов (Ю. В. Лебедев и др.), описание правления Угрюм-Бурчеева является фантасмагоричной кульминацией романа и, благодаря необычности приёма использования грандиозных сцен самоубийственных государственных свершений в сюжете, открыло в литературе жанр антиутопии. Угрюм-Бурчеев задумывает создать идеальную государственную машину и берётся за исполнение своего чудовищного и сумасбродного замысла с исконно русским размахом, что приводит к невыразимой катастрофе. Автор предупреждает, к чему может привести в условиях России авторитарное правление страдающего манией величия безумца. Тем более, что фамилия персонажа рифмуется с Аракчеевым, намёк на которого, по утверждению И. С. Тургенева, был понят читателями: «все узнали зловещий и отталкивающий облик Аракчеева, всесильного любимца Александра I в последние годы его царствования».

## Описание
Это мужчина среднего роста, с каким-то деревянным лицом, очевидно никогда не освещавшимся улыбкой. Густые, остриженные под гребенку и как смоль черные волосы покрывают конический череп и плотно, как ермолка, обрамляют узкий и покатый лоб. Глаза серые, впавшие, осененные несколько припухшими веками; взгляд чистый, без колебаний; нос сухой, спускающийся от лба почти в прямом направлении книзу; губы тонкие, бледные, опушенные подстриженною щетиной усов; челюсти развитые, но без выдающегося выражения плотоядности, а с каким-то необъяснимым букетом готовности раздробить или перекусить пополам. Вся фигура сухощавая с узкими плечами, приподнятыми кверху, с искусственно выпяченною вперед грудью и с длинными, мускулистыми руками. Одет в военного покроя сюртук, застегнутый на все пуговицы, и держит в правой руке сочинённый Бородавкиным «Устав о неуклонном сечении», но, по-видимому, не читает его, а как бы удивляется, что могут существовать на свете люди, которые даже эту неуклонность считают нужным обеспечивать какими-то уставами.

Охарактеризован повествователем как «бывалый прохвост» (бывший профос, полковой палач) и «чистейший тип идиота, принявшего какое-то мрачное решение и давшего себе клятву привести его в исполнение…» Согласно роману, управлял городом с 1825 по 1826 годы. Прославился насаждением шагистики и тирании. Повелел уничтожить город Глупов и построить город Непреклонск. Пытался совладать с рекой, однако у него ничего не получилось. Таинственным образом испарился в 1826 году, после чего история прекратила течение своё. Фамилия героя стала нарицательной для деятельного администратора-самодура.
Описание деятельности майора Угрюм-Бурчеева является сатирическим изображением военных поселений, которые создал Аракчеев по указанию Александра I (см. Аракчеевщина). Внешность Угрюм-Бурчеева точно совпадает с внешностью Аракчеева.
В фильме Сергея Овчарова «Оно» роль Угрюм-Бурчеева исполнил Юрий Демич.